# نوارها
نوارها (به انگلیسی the tapes) یک فیلم در ژانر ترسناک است.

## داستان
داستان در مورد یک خانم تشنه شهرت به نام جما است، که از دوست پسر اش به نام دنی و یکی از دانشجویان اش به نام ناتان می‌خواهد تا از مراسم انتخابی برادر بزرگ اش فیلم برداری کنند، آنها با خبر می‌شوند که در مزرعه‌ای در نزدیکی محل اقامت آنها جشنی برپا است، پس آنها تصمیم می‌گیرند تا به این جشن بروند، تصمیمی که برای آنها گران تمام می‌شود، چون آن جشن به محلی برای کشت و کشتار تبدیل می‌شود.